# Candia Canavese
 Candia Canavese (piemonti nyelven Candia vagy Cangia,) egy település Olaszországban, Torino megyében a Candia nevű tó mellett.

## Elhelyezkedése

Candia Canavese község Torino megye térképén

Szomszédos települések: Barone Canavese, Caluso, Mazzè, Mercenasco, Strambino és Vische.

## Fordítás
- Ez a szócikk részben vagy egészben  a    Candia Canavese című olasz Wikipédia-szócikk fordításán alapul.  Az eredeti cikk szerkesztőit annak laptörténete sorolja fel. Ez a jelzés csupán a megfogalmazás eredetét és a szerzői jogokat jelzi, nem szolgál a cikkben szereplő információk forrásmegjelöléseként.